# Tjeckiens MotoGP 2006
Tjeckiens MotoGP 2006 var ett race som kördes på Automotodrom Brno.

## MotoGP
Loris Capirossi var ohotad på väg mot en suverän seger. Trots att han drog ned på tempot mot slutet var han fem sekunder före Valentino Rossi på andraplatsen.

### Resultat
| Placering | Förare           | Märke    |
| --------- | ---------------- | -------- |
| 1         | Loris Capirossi  | Ducati   |
| 2         | Valentino Rossi  | Yamaha   |
| 3         | Dani Pedrosa     | Honda    |
| 4         | Kenny Roberts Jr | KR       |
| 5         | Marco Melandri   | Honda    |
| 6         | Casey Stoner     | Honda    |
| 7         | John Hopkins     | Suzuki   |
| 8         | Shinya Nakano    | Kawasaki |
| 9         | Nicky Hayden     | Honda    |
| 10        | Colin Edwards    | Yamaha   |
| 11        | Toni Elías       | Honda    |
| 12        | Chris Vermeulen  | Suzuki   |
| 13        | Makoto Tamada    | Honda    |
| 14        | Randy de Puniet  | Kawasaki |
| 15        | Carlos Checa     | Yamaha   |